# Kożuchowscy herbu Doliwa

Herb Doliwa

Kożuchowscy – polski ród szlachecki pieczętujący się herbem Doliwa, który wziął swoje nazwisko od Kożuchowa w Ziemi czerskiej, znany dobrze od XV wieku, parokrotnie obdarzany przywilejami od Piastów mazowieckich.

## Historia
Przedstawiciele tego rodu, należącego do średniozamożnej szlachty, za czasów I Rzeczypospolitej pełnili liczne urzędy ziemskie oraz brali aktywny udział w życiu politycznym kraju. Znajdowali się pośród elektorów królów Jana Kazimierza, Michała Korybuta Wiśniowieckiego, Jana III Sobieskiego i Augusta II Mocnego. Z czasem osiedli także w innych dzielnicach kraju, tj. na Wileńszczyźnie, Wołyniu i Podolu, gdzie wylegitymowali się ze szlachectwa staropolskiego po rozbiorach Rzeczypospolitej.

## Członkowie rodu
- Stanisław Kożuchowski (1712-1776) - podczaszy orłowski, konfederat barski, poseł na Sejm
- Franciszek Kożuchowski (1730-1787) - cześnik kaliski, konfederat radomski, konfederat barski